# Dzifa Attivor

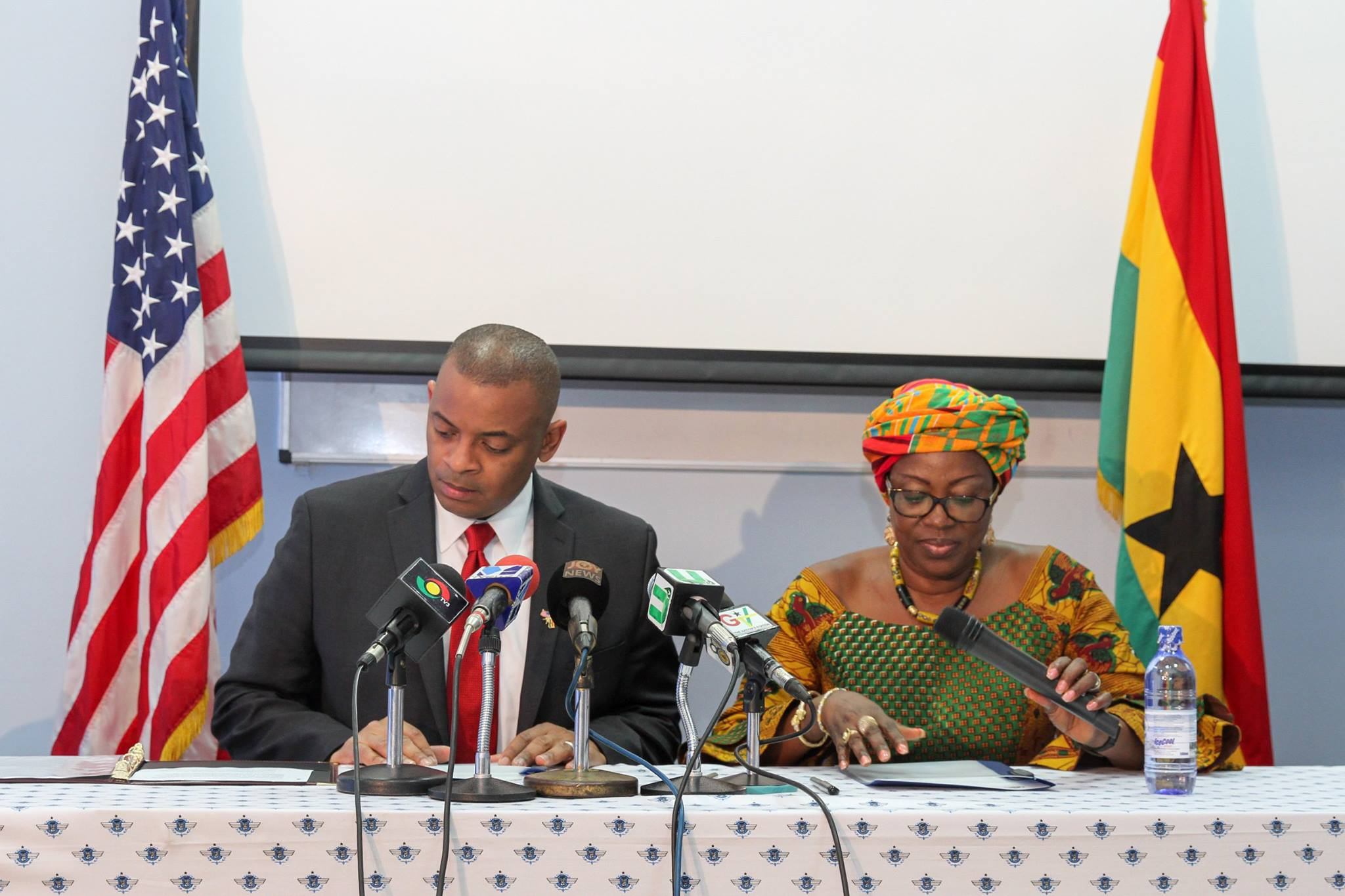
Anthony Foxx (izquierda), secretario de transporte de Estados unidos, y Dzifa Attivor firmando un acuerdo para proveer ayuda técnica y asistencia a la academia de Aviación de Ghana.

Dzifa Aku Attivor (22 de febrero de 1956-15 de noviembre de 2021) fue una política y empresaria de nacionalidad Ghanés. Ejerció como ministra de transporte en Ghana desde febrero del 2013 hasta su renuncia en diciembre del 2015 debido a una controversia generada en relación con una licitación de transporte de bus.

## Biografía
Dzifa Aku Attivor nació el 22 de febrero de 1956, comenzó su educación básica en la escuela primaria de Evangelical Presbyterian en Abutia-Teti entre 1960 y 1970. La educación secundaria la desarrolló en la escuela de Kpedze y en la escuela Peki, ambas en la región del Volta de Ghana entre 1970 y 1975.

## Carrera política
En febrero del 2013 fue designada como ministra de transporte por el presidente de aquel entonces John Mahama tras las elecciones del 2012.

## Vida personal
Attivor estuvo casada con Raphael Napoleon Kwaku Attivor, quien falleció en el 2019. Tuvo tres hijos, y fue miembra de la Iglesia Evangélica Presbiteriana, Ghana.
Attivor murió el 16 de noviembre del 2021, en el centro médico universitario de Ghana, luego de una breve enfermedad a la edad de 65 años.